# Тинники
Тинники (лат. Elaphrinae) — подсемейство жужелиц, состоящее примерно из 40 видов. Голарктика. На надкрыльях обычно 8—9 бороздок. Эпимеры среднегруди доходят до средних тазиковых впадин. Передние ноги бегательные (не копательные).

## Систематика
Триба Elaphrini Erichson, 1837
- Род: Blethisa Bonelli, 1810
  - Вид: Blethisa aurata Fischer von Waldheim, 1828
  - Вид: Blethisa catenaria Brown, 1944
  - Вид: Blethisa eschscholtzii Zoubkoff, 1829
  - Вид: Blethisa multipunctata (Linnaeus, 1758)
  - Вид: Blethisa tuberculata Motschulsky, 1844
- Род: Diacheila Motschulsky, 1845
  - Вид: Diacheila arctica Gyllenhal, 1810
  - Вид: Diacheila polita (Faldermann, 1835)
- Род: Elaphrus Fabricius 1775 Тинник
  - Подрод: Arctelaphrus Semenov, 1926
    - Вид: Elaphrus lapponicus Gyllenhal, 1810

  - Подрод: Neoelaphrus Hatch, 1951
    - Вид: Elaphrus cupreus Duftschmid, 1812 Медный тинник
    - Вид: Elaphrus japonicus Ueno, 1954
    - Вид: Elaphrus pyrenoeus Motschulsky 1850
    - Вид: Elaphrus sibiricus Motsch., 1844
    - Вид: Elaphrus splendidus Fischer von Waldheim, 1828
    - Вид: Elaphrus uliginosus Fabricius, 1792

  - Подрод: Elaphrus viridis
    - Вид: Elaphrus comatus Goulet, 1983
    - Вид: Elaphrus hypocrita Semenov, 1926
    - Вид: Elaphrus lheritieri Fabricius, 1775
    - Вид: Elaphrus riparius (Linnaeus, 1758) Тинник береговой
    - Вид: Elaphrus trossulus Semenov, 1904
    - Вид: Elaphrus tuberculatus Mäklin, 1878
    - Вид: Elaphrus viridis Horn, 1878

  - Подрод: Elaphroterus Semenov, 1895
    - Вид: Elaphrus angusticollis R.F.Sahlberg, 1844
      - Подвид: Elaphrus angusticollis angusticollis <R.F.Sahlberg, 1844
      - Подвид: Elaphrus angusticollis longicollis Sahlberg, 1880

    - Вид: Elaphrus americanus Dejean, 1831
      - Подвид: Elaphrus americanus americanus Dejean, 1831
      - Подвид: Elaphrus americanus sylvanus Goulet, 1981

    - Вид: Elaphrus aureus Müller, 1821
    - Вид: Elaphrus purpurans Hausen, 1891
    - Вид: Elaphrus ullrichi Redtenbacher, 1842

  - Подрод: Sinoelaphrus
    - Вид: Elaphrus angulonotus Shi & Liang, 2008